# Wimille
Wimille is een gemeente in het Franse departement Pas-de-Calais (regio Hauts-de-France). De plaats maakt deel uit van het arrondissement Boulogne-sur-Mer. Wimille telde op 1 januari 2022 3.839 inwoners.

## Geografie
De oppervlakte van Wimille bedroeg op 1 januari 2022 22,24 vierkante kilometer; de bevolkingsdichtheid was toen 172,6 inwoners per km².

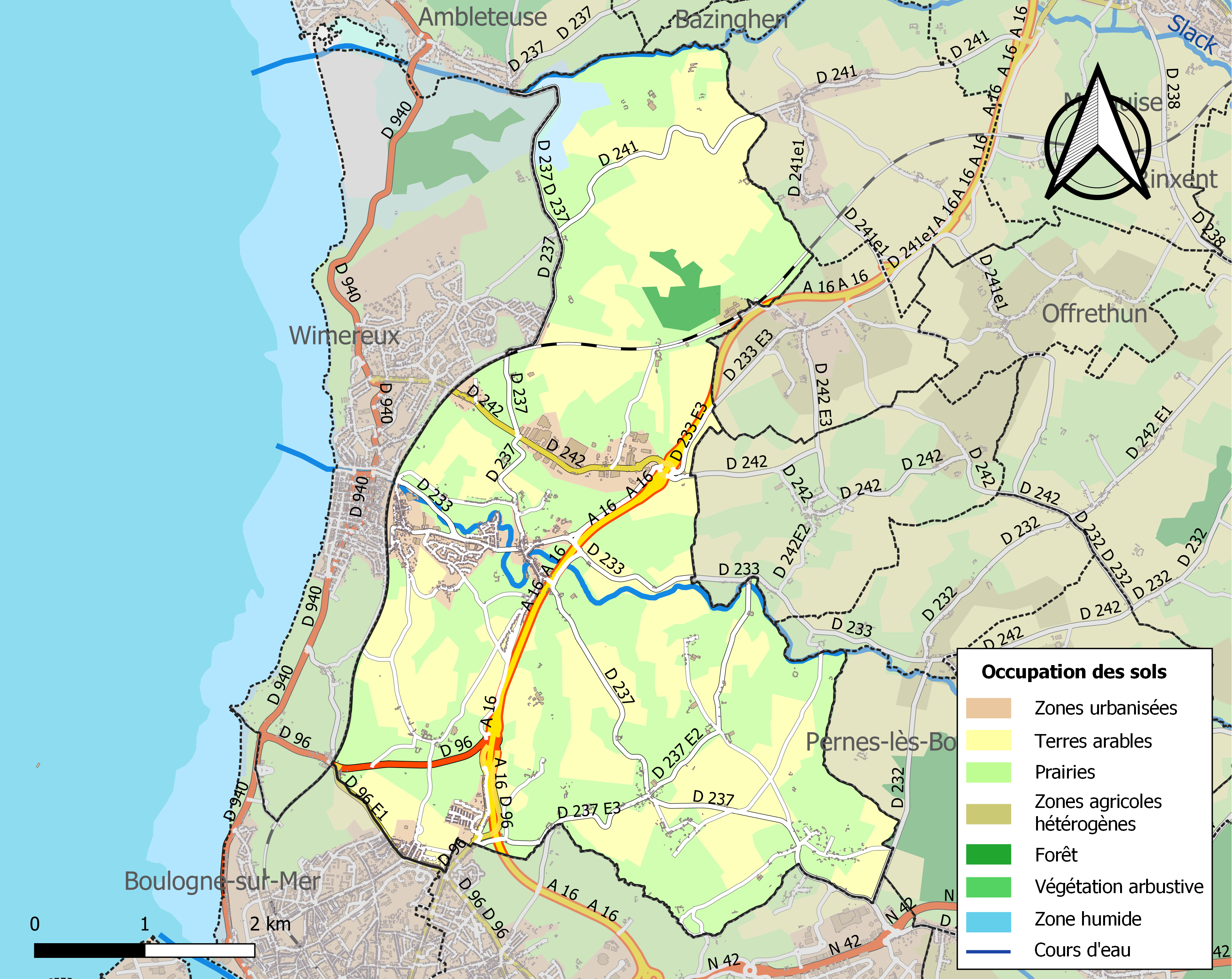
Kaart van de gemeente met belangrijkste infrastructuur, bodemgebruik en omliggende gemeenten

De onderstaande kaart toont de ligging van Wimille met de belangrijkste infrastructuur en aangrenzende gemeenten.

## Verkeer en vervoer
In de gemeente ligt spoorwegstation Wimille-Wimereux.

## Demografie
Onderstaande figuur toont het verloop van het inwonertal (bron: INSEE-tellingen).

## Bezienswaardigheden

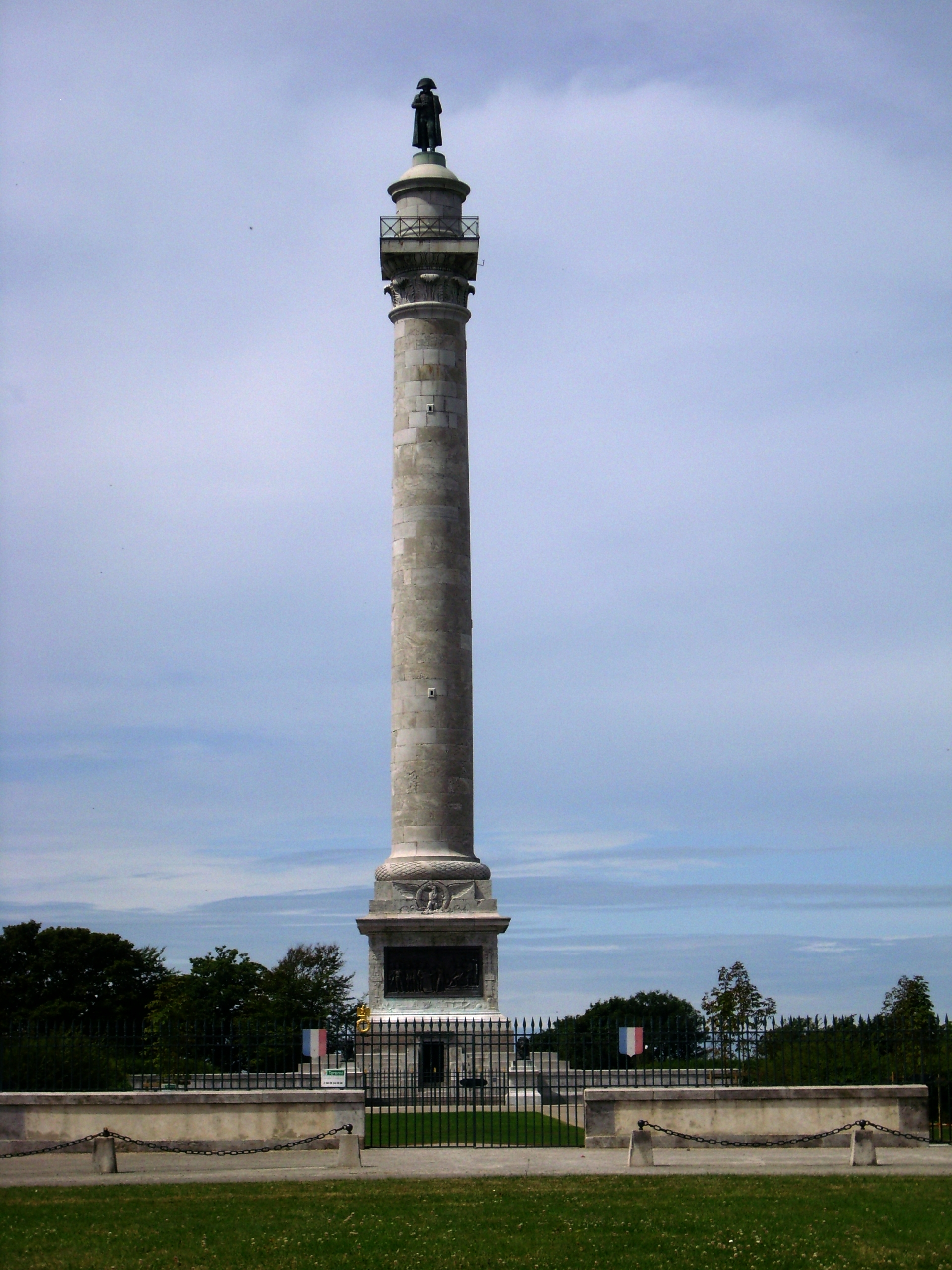
Wimille Colonne de la Grande Armée

In de zuidwestelijke hoek van de gemeente ligt de Britse militaire begraafplaats Terlincthun British Cemetery met meer dan 4.500 gesneuvelden uit de Eerste en Tweede Wereldoorlog. Ook op de gemeentelijke begraafplaats liggen 9 gesneuvelden uit de Tweede Wereldoorlog.